# Rodinium
Das Rodinium ist Teil eines Vorschlags zur Neugliederung des Präkambriums von Gradstein u. a. (2012). Es ist daher nicht Teil der international anerkannten stratigrafischen Zeitskala.
Gemäß diesem Vorschlag soll das Rodinium die vierte Periode innerhalb des Äons Proterozoikum und die einzige Periode innerhalb der Ära Mesoproterozoikum werden. Es würde auf die Periode des Columbiums folgen und wird dann seinerseits von der Periode des Cryogeniums abgelöst. Das Rodinium würde 930 Millionen Jahre umfassen und den Zeitraum von 1780 Millionen Jahren BP bis 850 Millionen Jahren füllen. Es ersetzt das frühere Statherium, Calymmium, Ectasium, Stenium und Tonium.

## Bezeichnung
Das Rodinium, Englisch Rodinian, wurde vom Superkontinent Rodinia abgeleitet, der zwischen 1300 und 900 Millionen Jahren BP akkretierte. Rodinia stammt seinerseits vom Russischen Родить, rodítj, mit der Bedeutung gebären oder von Родина, ródina, das Mutterland, Heimatland bedeutet.

## Definition des Rodiniums
Das Rodinium beginnt mit dem erstmaligen Auftreten sulfidischer, reduzierender, mariner Ablagerungen um 1780 Millionen Jahren BP. Ein GSSP ist für die Untergrenze noch nicht festgemacht worden, er könnte aber mit dem Ersterscheinen von Acritarchen oder den ersten, riesigen Sulfidlagerstätten definiert werden. Für die Obergrenze des Rodiniums bei 850 Millionen Jahren BP besteht ebenfalls noch kein GSSP, dieser könnte aber anhand des Erstauftretens von Metazoen oder durch δ13C- oder Strontium-Anomalien charakterisiert werden.

## Bedeutung
Trotz des Zerfalls des Superkontinents Columbia und der anschließenden Bildung von Rodinia im Zeitraum 1300 bis 900 Millionen Jahre BP wird die enorm lange, fast eine Milliarde Jahre dauernde Periode des Rodiniums von einer ausgesprochenen Stabilität der wesentlichen, biologisch relevanten Isotopensysteme geprägt (so schwankten beispielsweise die δ13C-Werte in Karbonaten nur noch geringfügig um 0 ‰).
In ihr verschwanden erneut die Bändererze, die erst gegen 800 Millionen Jahre BP in eingeschränktem Maß wieder auftauchen sollten. Bezeichnenderweise sind im langen Verlauf des Rodiniums keinerlei Vereisungen mehr zu verzeichnen. Weitere herausragende Charakteristika dieser Periode (d. h. des gesamten Mesoproterozoikums) sind sulfidische, reduzierende Tiefenwässer und eine allmähliche Diversifizierung der Eukaryoten.
In der Erdatmosphäre stiegen die Sauerstoffkonzentrationen weiter langsam stetig an (bis auf 8 bis 15 % des heutigen Werts), die Kohlendioxidpartialdrücke fielen jedoch, erkennbar am Ausbleiben massiver Sideritablagerungen ab 1800 Millionen Jahren BP. Die Methankonzentrationen blieben während des Rodiniums wahrscheinlich weiterhin hoch und erwärmten als dünner Dunstschleier die damaligen Kontinente. Möglicherweise nahm damals Lachgas (N2O) ebenfalls die Rolle eines Treibhausgases ein.
Der Sauerstoffanstieg ließ zwei neue Typen von Erzlagerstätten entstehen:
- An Diskordanzen gebundene Uranlagerstätten, die sich zwischen 1740 und 800 Millionen Jahren BP insbesondere in Kanada und in Australien bildeten.[7]
- So genannte SEDEX-Erze, massive, exhalative, sedimentgebundene Sulfiderze, die sich vorwiegend zwischen 1800 und 1000 Millionen Jahren BP abschieden.[8]

Bei den Weltmeeren schlägt Canfield für die Dauer des Rodiniums eine Stratifizierung vor (so genannter Canfield-Ozean), mit einer sauerstoffreichen Oberflächenschicht und euxinischen, schwefelwasserstoffreichen Tiefenwässern. Das Canfield-Modell beruht auf Beobachtungen wie geringen Sulfatkonzentrationen im Meerwasser (5 bis 15 % des heutigen Werts), sulfidhaltigen, anoxischen Tiefenwässern und der Ausbildung massiver Sulfidlagerstätten. Das relativ einfache Canfield-Modell wird aber nicht generell akzeptiert, sondern es sind auch wesentlich kompliziertere Modelle mit lateralen und vertikalen Gradienten im Gespräch.
Der Übergang von den an Eisen angereicherten, sauerstoffuntersättigten Ozeanen des Paläoproterozoikums zu sulfidhaltigen Meeren des Rodiniums lässt sich einerseits durch vollständiges Ausfällen des verfügbaren Eisens, andererseits durch verstärkte oxidative Verwitterung auf den Kontinenten erklären. Durch die gestiegene Erosionstätigkeit wurden jetzt Sulfate in die Meere gespült, die von Mikroben zu Sulfiden reduziert wurden.

## Biologische Evolution
Die Evolution der Lebewesen durchlebte während des Rodiniums eine deutliche Diversifizierung der Eukaryoten. Die ältesten eukaryotischen Acritarchen stammen aus der rund 1800 Millionen Jahre alten Changzhougou-Formation in der Volksrepublik China. Ebenfalls in China wurden in der Tuanshanzi-Formation rund 1700 Millionen Jahre alte, mehrzellige Organismen entdeckt und von Haines (1997) wurden in 1750 Millionen Jahre alten Gesteinen Nordaustraliens Sedimentspuren beschrieben, die von Algenfäden erzeugt wurden.
Grypania spiralis, der älteste bekannte Eukaryot, geht auf 2100 Millionen Jahre BP zurück. Zwischen 1600 und 1450 Millionen Jahren BP tritt er nach wie vor in Indien, in China und in den Vereinigten Staaten auf. Diese extrem lange Verbreitungszeit von Grypania wurde als evolutive Stagnation interpretiert, die angeblich von euxinischen Tiefenwässern verursacht worden war. Durch niedrige Molybdän-, Eisen- und Stickstoffverfügbarkeit soll die Stickstofffixierung für Eukaryoten damals erschwert gewesen sein.
Dennoch weisen makroskopische und mikrofossile Befunde darauf hin, dass die Eukaryoten zwischen 1500 und 1400 Millionen Jahren BP sich zu diversifizieren begannen. Um 1200 Millionen Jahren BP können im Fossilbericht neben Eukaryoten pilzartige Organismen und sogar Mikroben auf dem Festland nachgewiesen werden – was eindeutig gestiegene Sauerstoffkonzentrationen anzeigt. Außerdem tritt mit Bangiomorpha pubescens, einer Rotalge, erstmals ein sich geschlechtlich vermehrender Mehrzeller in Erscheinung.
Weitere Beispiele für makroskopische Fossilien sind die so genannten Perlenketten (Englisch string of beads), die zwischen 1500 und 1400 Millionen Jahren BP an mehreren Fundstätten angetroffen werden. Es dürfte sich bei ihnen um primitiven, mit Verankerungen versehenen Seetang handeln (Metaphyta). Gegen 1500 Millionen Jahre BP erscheinen im Fossilbericht auch einfache Acritarchen, die zwischen 1200 und 1000 Millionen Jahren BP von wesentlich komplexeren Formen abgelöst werden, welche sich auch auf dem Festland nachweisen lassen. Noch vor den Vereisungen des Cryogeniums entwickeln sich die ersten Grünalgen sowie heterotrophe Eukaryoten. Trotz des Ausbreitens der Eukaryoten während des Rodiniums sollte die evolutionshemmende Wirkung des sulfidischen Canfield-Ozeans nicht unterschätzt werden.

## Geodynamische Entwicklung

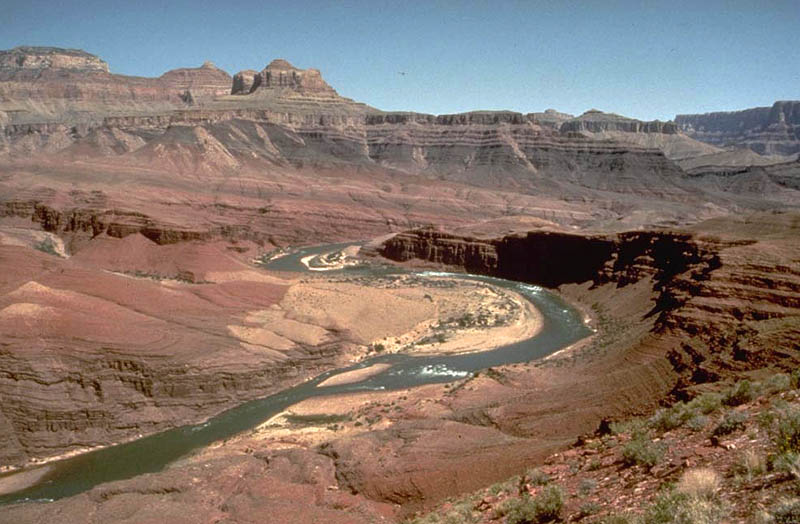
Die 1250 bis 700/650 Millionen Jahre alte Grand Canyon Supergroup am Colorado River, leicht nach rechts einfallend

Der Superkontinent Columbia trat mit Beginn des Rodiniums in eine Riftphase und begann ab 1600 Millionen Jahren BP auseinanderzubrechen. Dieser Zerfallsprozess wird in den Sedimenten der Belt-Purcell Supergroup am Westrand Laurentias, der Chhattisgarh Supergroup am Mahanadi und der Godavari Supergroup am Godavari im Osten Indiens, der Telemark Supergroup des Baltischen Schilds, den riphäischen Aulakogenen am Südostrand Sibiriens, den Kalahari Copper Belt am Nordwestrand des Kalahari-Kratons und den Zhaertai-Bayan-Obo-Gürtel am Nordrand des Nordchina-Kratons dokumentiert.
Das Zerbrechen Columbias ging mit weit verbreitetem, anorogenem Magmatismus einher, der zwischen 1600 und 1300 Millionen Jahren BP in Laurentia, Baltica, Amazonia und Nordchina die so genannten AMCG-Folgen (Anorthosit-Mangerit-Charnockit-Granit) entstehen ließ. Der Zerfallsprozess war zwischen 1300 und 1200 Millionen Jahren BP beendet, wie die Intrusion mafischer Gangschwärme vermuten lässt (Mackenzie-Gangschwarm um 1270 Millionen Jahre BP, Sudbury-Gangschwarm um 1240 Millionen Jahre BP).
Parallel zum Zerfall Columbias gingen Akkretionen einher, die beispielsweise den Südostrand Laurentias durch die Yavapai-Gebirgsbildung (1800 bis 1690 Millionen Jahre BP) und die Mazatzal-Gebirgsbildung (1710 bis 1620 Millionen Jahre BP) erweiterten. In Australien/Antarktis entstand um 1600 Millionen Jahre BP der Mawson-Kontinent.

## Stratigraphie

### Bedeutende Sedimentbecken und geologische Formationen
- MacArthur-Becken im Northern Territory Australiens – 1870 bis 1280 Millionen Jahre BP
  - Roper Group – 1492 bis 1280 Millionen Jahre BP
  - Nathan Group – um 1590 Millionen Jahre BP
  - MacArthur Group – 1710/1670 bis 1600 Millionen Jahre BP
  - Tawallah Group – 1790 bis 1700 Millionen Jahre BP
- Earaheedy-Becken in Westaustralien – 1900 bis 1650 Millionen Jahre BP
- Bangemall-Becken am Capricorn-Orogen in Westaustralien – 1630 bis 1300 Millionen Jahre BP
  - Edmund Group – 1620 bis 1465 Millionen Jahre BP[27]
- Vindhya-Supergruppe im Norden Indiens – 1721 bis 600 Millionen Jahre BP
  - Semri-Gruppe – 1721 bis 1599 Millionen Jahre BP
    - Rohtas-Formation – 1601 bis 1599 Millionen Jahre BP
    - Rampur Shale – 1602 bis 1593 Millionen Jahre BP
- Chhattisgarh Supergroup in Indien
  - Kharsiya Group – > 900 Millionen Jahre BP
  - Raipur Group – bis 1007 Millionen Jahre BP
  - Chandarpur Group
  - Singhora Group – 1500 bis 1420 Millionen Jahre BP
- Godavari Supergroup in Indien – 1685 bis 1000 Millionen Jahre BP[28]
  - Sullavai Group – um 1000 Millionen Jahre BP
  - Penganga Group – zirka 1400 bis 1000 Millionen Jahre BP
  - Mulug Group – 1565 bis 1400 Millionen Jahre BP
  - Mallampalli Group – 1685 bis 1565 Millionen Jahre BP
- Xiong'er Group des Nordchina-Kratons – 1800 bis 1750 Millionen Jahre
- Changcheng System des Nordchina-Kratons – 1731 bis 1400 Millionen Jahre BP
  - Changcheng Group – 1731 bis 1600 Millionen Jahre BP
- Gaoyuzhuang-System des Nordchina-Kratons – 1425 bis 1348 Millionen Jahre BP
  - Guandi-Formation – um 1425 Millionen Jahre BP mit Stromatolithen
- Char Group des Rguibat-Schildes (Westafrika-Kraton) in Mauretanien – um 998 Millionen Jahre BP
- Atur Group des Rguibat-Schildes in Mauretanien – 890 bis 775 Millionen Jahre BP
- Espinhaço Supergroup des São-Francisco-Kratons in Brasilien – 1800 bis 900 Millionen Jahre BP[29]
  - Upper Espinhaço Sequence (Absinkbecken) – 1190 bis 900 Millionen Jahre BP
  - Middle Espinhaço Sequence (Absinkbecken) – 1600 bis 1380 Millionen Jahre BP
  - Lower Espinhaço Sequence (Riftsequenz) – 1800 bis 1680 Millionen Jahre BP
- São-João-del-Rey-Becken des Süd-Brasília-Gürtels – 1539 bis 1400 Millionen Jahre BP[30]
- Carandaí-Becken des Süd-Brasília-Gürtels – 1412 bis 1186 Millionen Jahre BP
- Andrelândia-Becken des Süd-Brasília-Gürtels – 1061 bis zirka 930 Millionen Jahre BP
- Araí-Becken des Nord-Brasília-Gürtels – 1771 bis 1767 Millionen Jahre BP
- Serra-de-Mesa-Becken des Nord-Brasília-Gürtels – 1557 bis 1299 Millionen Jahre BP
- Paranoá-Becken des Nord-Brasília-Gürtels – 1560 bis 1042 Millionen Jahre BP
- Suprakrustale Serie der Vishnu Basement Rocks im Grand Canyon – 1750 bis 1741 Millionen Jahre BP
- Belt-Purcell Supergroup in Montana – 1500 bis 1300 Millionen Jahre BP
- Grand Canyon Supergroup in Arizona – 1250 bis 700/650 Millionen Jahre BP
  - Chuar Group – 1000 bis 700 Millionen Jahre BP
  - Unkar Group – 1250 bis 1070 Millionen Jahre BP
    - Bass-Formation – um 1250 Millionen Jahre BP
- Telemark Supergroup des Baltischen Schilds – 1510 bis 1100 Millionen Jahre BP
  - Bandak Group -1155 bis 1100 Millionen Jahre BP
    - Eidsborg-Formation – um 1118 Millionen Jahre BP
    - Høydalsmo Group – um 1150 Millionen Jahre BP
    - Oftefjell Group – um 1155 Millionen Jahre BP

  - Seljord Group, jetzt Vindeggen Group – 1500 bis 1155 Millionen Jahre BP
  - Rjukan Group mit Tuddal-Formation – um 1510 Millionen Jahre BP

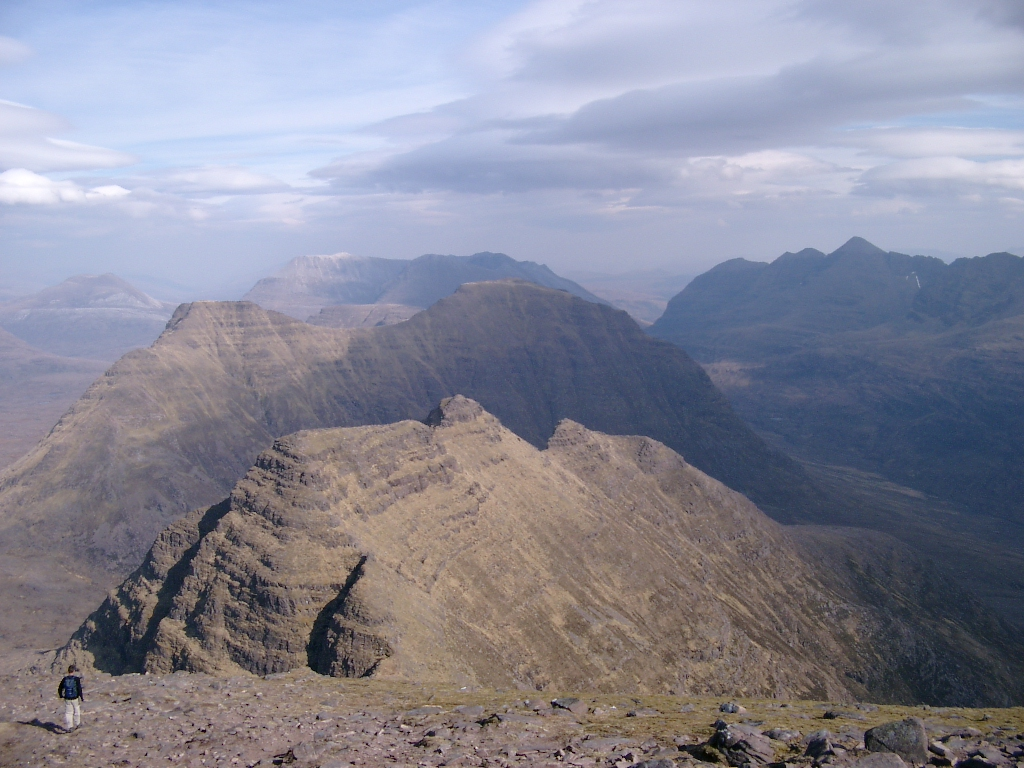
Die flachliegenden Sandsteine der Torridon Group, Torridonian Supergroup, bilden die Hörner des Beinn Alligin

- Torridonian Supergroup in Schottland – 1200 bis 1000 Millionen Jahre BP
- Moine Supergroup in Schottland – 1000 bis 873 Millionen Jahre BP

## Geodynamik

### Magmatische Akkretionsgürtel
- Yavapai-Gürtel im Südwesten und in den Central Plains der Vereinigten Staaten – 1800 bis 1700 Millionen Jahre BP
- Mazatzal-Gürtel südlich des Yavapai-Gürtels – 1700 bis 1600 Millionen Jahre BP
- Makkovik-Gürtel in Labrador – 1800 bis 1700 Millionen Jahre BP
- Labrador-Gürtel in Labrador – 1700 bis 1600 Millionen Jahre BP
- Ketiliden-Gürtel im Süden Grönlands – 1800 bis 1700 Millionen Jahre BP
- Malin-Gürtel auf den Britischen Inseln – 1800 bis 1700 Millionen Jahre BP mit
  - Rhinns Complex auf Islay (Intrusionsalter 1782 ± 5 Millionen Jahre BP), Inishtrahull (1779 ± 3 Millionen Jahre BP) und Colonsay[31]
- Transskandinavischer Magmengürtel in Skandinavien – 1800 bis 1700 Millionen Jahre BP
- Kongsberg-Gotland-Gürtel in Skandinavien – 1700 bis 1600 Millionen Jahre BP
- Rio-Negro-Juruena-Gürtel in Brasilien – 1800 bis 1550 Millionen Jahre BP
- Arunta-Terran in Australien – 1800 bis 1500 Millionen Jahre BP
  - Southwark-Granitfolge (um 1570 Millionen Jahren BP)
- Musgrave-Terran in Australien – 1800 bis 1500 Millionen Jahre BP
- Mount-Isa-Terran in Queensland – 1800 bis 1500 Millionen Jahre BP
  - Williams-Granit (Batholith) – 1545 bis 1490 Millionen Jahre BP
  - Naraku-Granit (Batholith) – 1545 bis 1490 Millionen Jahre BP
- Georgetown-Terran in Queensland – 1800 bis 1500 Millionen Jahre BP
- Coen-Terran in Australien – 1800 bis 1500 Millionen Jahre BP
- Broken-Hill-Terran in New South Wales und Südaustralien – 1800 bis 1500 Millionen Jahre BP
- Mount-Painter-Terran in den Flinders Ranges in Südaustralien mit 1575 bis 1555 Millionen Jahre alten Graniten
  - Mount-Neill-Granitfolge – um 1575 Millionen Jahre BP
  - Moolawatana-Granitfolge – 1560 bis 1555 Millionen Jahre BP

### Orogenesen

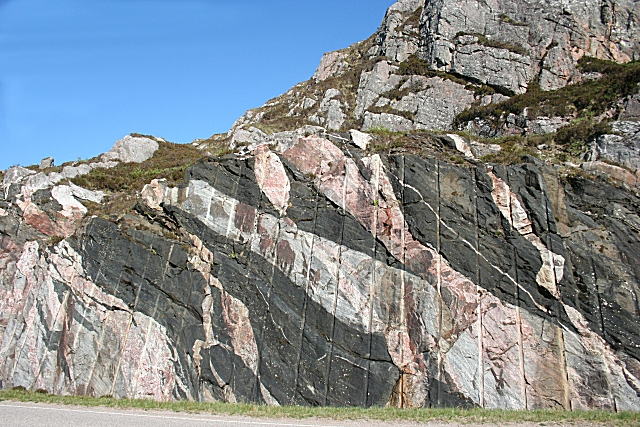
Die Auswirkungen des Laxfordian auf das Grundgebirge des Lewisian, Straßenaufschluss bei Laxford (Schottland). Selbst die intrusiven Pegmatite wurden verformt und boudiniert.

- Yapungku-Orogenese – 1795 bis 1760 Millionen Jahre BP. Kollision zwischen dem Nordaustralien-Kraton und dem Westaustralien-Kraton
- Olaria-Orogenese am Ostrand des Südaustralien-Kratons – 1670 bis 1600 Millionen Jahre BP
- Isa-Orogenese am Mount-Isa-Terran – um 1600 Millionen Jahre BP
- Am Südrand des Nordaustralien-Kratons ereigneten sich folgende Orogenesen:
  - Strangways-Orogenese – 1780 bis 1730 Millionen Jahre BP
  - Argilke-Orogenese – 1680 bis 1650 Millionen Jahre BP
  - Chewings-Orogenese – 1620 bis 1580 Millionen Jahre BP
- Yavapai-Gebirgsbildung am Südostrand Laurentias – 1800 bis 1690 Millionen Jahre BP
- Mazatzal-Gebirgsbildung am Südostrand Laurentias – 1710 bis 1620 Millionen Jahre BP
- Elzevirian Orogeny am Ostrand Laurentias – 1240 bis 1220 Millionen Jahre BP
- Shawingian Orogeny am Ostrand Laurentias – 1190 bis 1140 Millionen Jahre BP
- Grenville-Orogenese am Ostrand Laurentias – 1090 bis 980 Millionen Jahre BP
- Laxfordian in Schottland – 1790 bis 1670 Millionen Jahre BP